# امانوئلا سیلیبانی
امانوئلا سیلیبانی (ایتالیایی: Emanuela Silimbani؛ زادهٔ ۲۶ آوریل ۱۹۵۹) بازیکن زن بسکتبال اهل ایتالیا بود. وی در بازی‌های المپیک تابستانی ۱۹۸۰ شرکت کرده‌است.